# Astriclypeidae
Famille
Les Astriclypeidae forment une famille d'oursins plats de l'ordre des Clypeasteroida.

## Description
Ce sont des oursins plats, dont l'intérieur est renforcé par un système de contreforts complexe, formant un système de microcanaux à la périphérie. 
Ils sont équipés de quatre gonopores. 
Les ambulacres et les interambulacres sont de largeur similaire à l'ambitus, et les pores supportant les podia s'étendent jusque dans les interambulacres. 
Les pétales sont bien développés, le plus souvent fermés distalement (ou presque). 
Le cercle basicoronal est petit, les éléments interambulacraires formant des pointes mais sans être vraiment étirés. 
Les interambulacres postérieurs sont disjoints adoralement. 
Le périprocte est situé sur la face orale, associé à la première paire de plaques interambulacraires post-basicoronales. 
Des encoches perradiales ou des lunules sont présentes sur certains ou tous les ambulacres (la plupart des espèces ont 2 lunules postérieures, Astriclypeus mannii en a 5, une suivant chaque pétale). 
Les sillons nutritifs sont bien développés, bifurquant au bord du cercle basicoronal et finement ramifiés distalement.

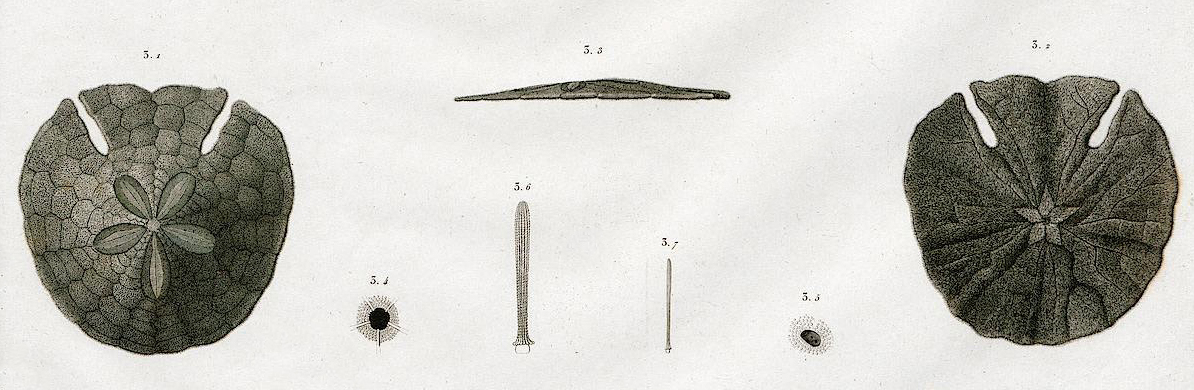
Sculpsitechinus auritus, face aborale, profil, face orale et détails (dessins de 1809).

## Répartition stratigraphique
Oligocène à actuel, en Europe, en Afrique du Nord, et en zone Indo-Pacifique.

## Liste des genres et espèces
D'après World Register of Marine Species (7 février 2018) :
- Amphiope (L. Agassiz, 1840a) †
- Astriclypeus (Verrill, 1867) -- 1 espèce actuelle
  - Astriclypeus mannii (Verrill, 1867) ; 5 lunules, Philippines et mer de Chine
- Echinodiscus (Leske, 1778) -- 3 espèces actuelles
  - Echinodiscus andamanensis Stara & Sanciu, 2014 ; 2 lunules, mer d'Andaman
  - Echinodiscus bisperforatus (Leske, 1778) ; 2 lunules, Indopacifique
  - Echinodiscus truncatus L. Agassiz, 1841 ; 2 lunules, région de Singapour
- Kieria Mihály, 1985 †
- Paraamphiope Stara & Sanciu, 2014 -- 1 espèce actuelle
  - Paraamphiope raimondii Stara & Sanciu, 2014 ; 2 lunules, anus très postérieur, Indonésie
- Sculpsitechinus Stara & Sanciu, 2014 -- 2 espèces
  - Sculpsitechinus auritus (Leske, 1778) ; 2 lunules très étroites et ouvertes postérieurement, Indopacifique
  - Sculpsitechinus tenuissimus (L. Agassiz, 1847) ; 2 lunules courtes et ovales, Pacifique ouest
  - Sculpsitechinus tulearensis Stara & Sanciu, 2014 ; 2 lunules, Madagascar.

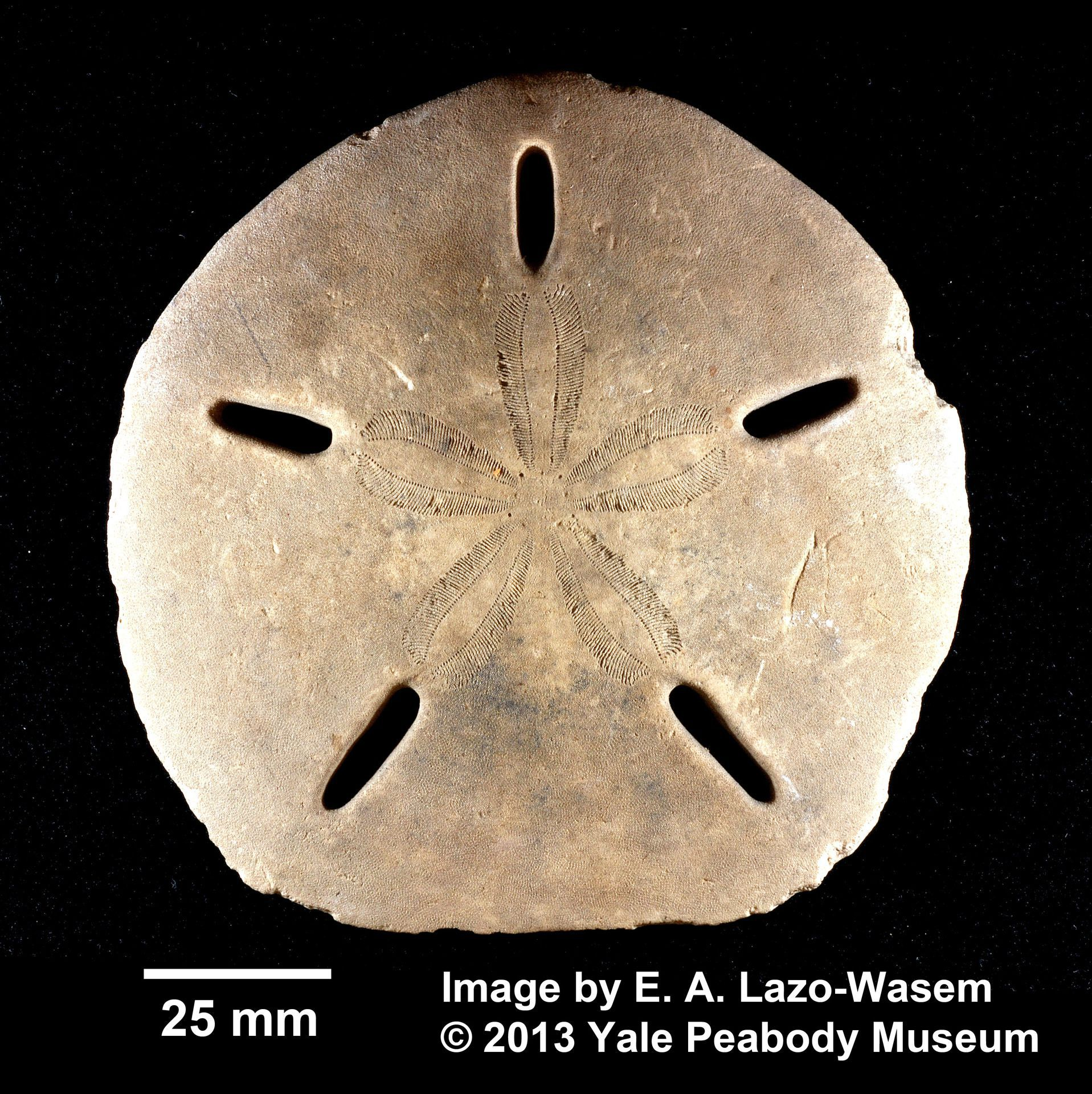
Astriclypeus mannii
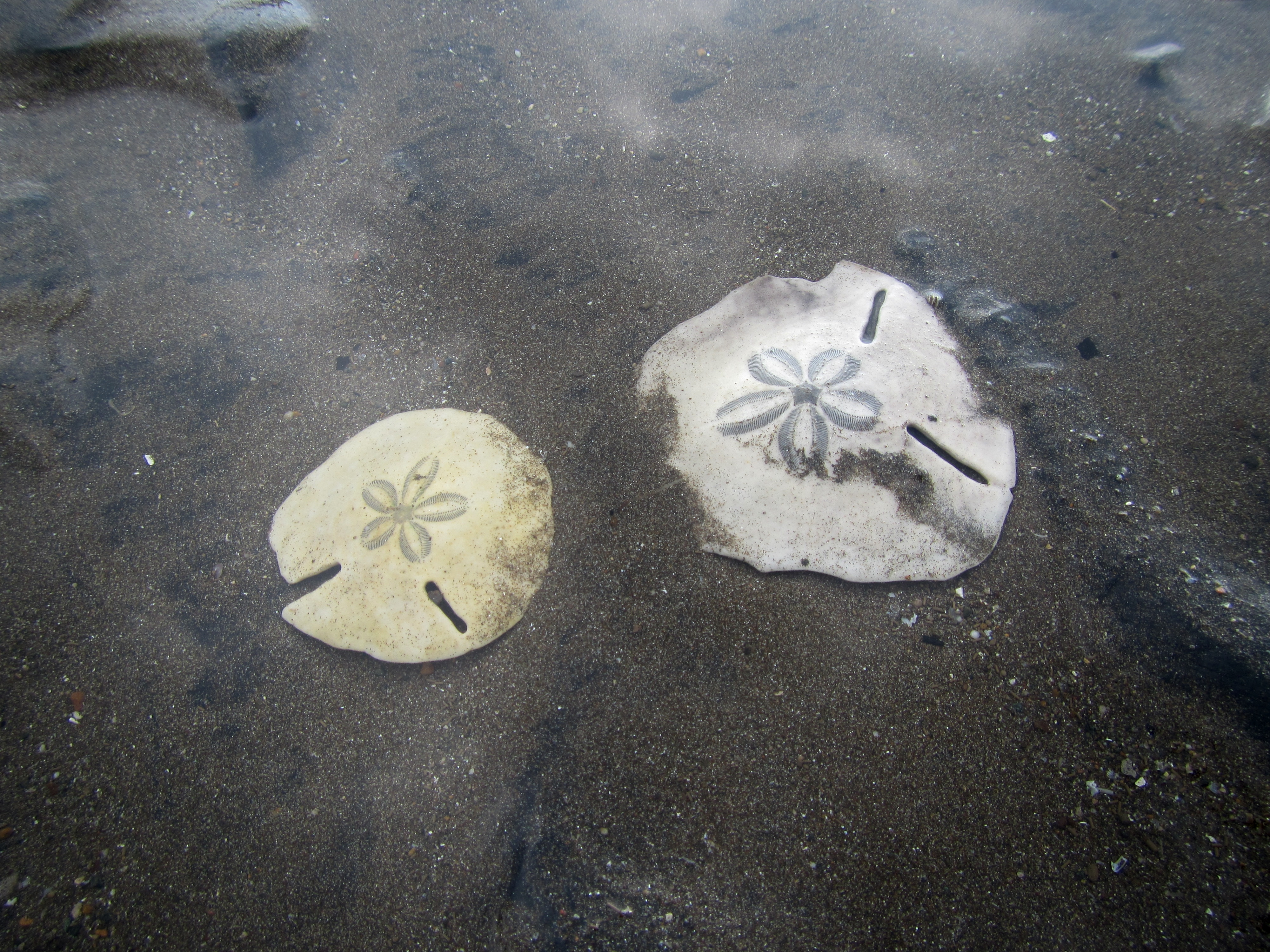
Echinodiscus bisperforatus
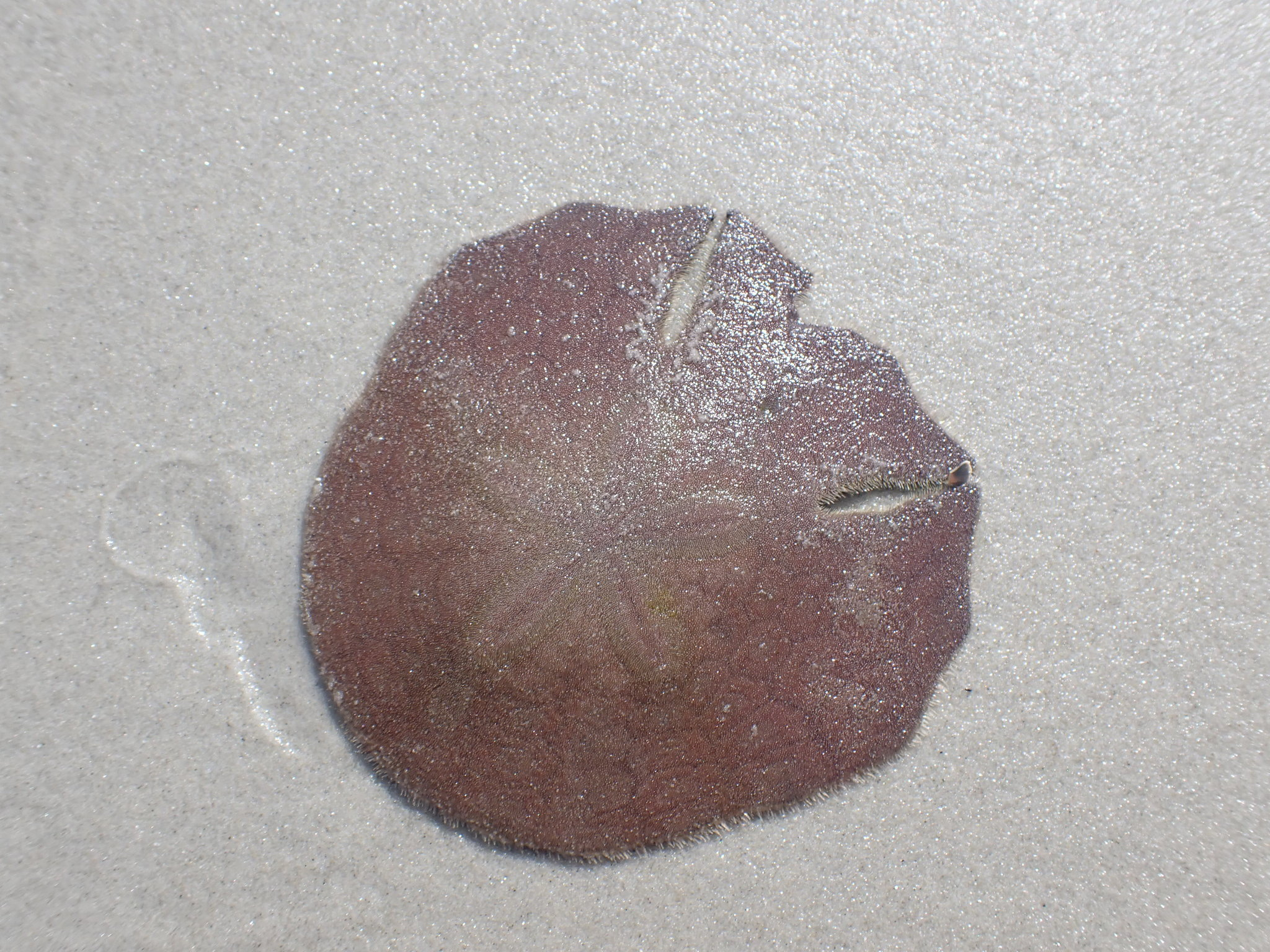
Sculpsitechinus auritus
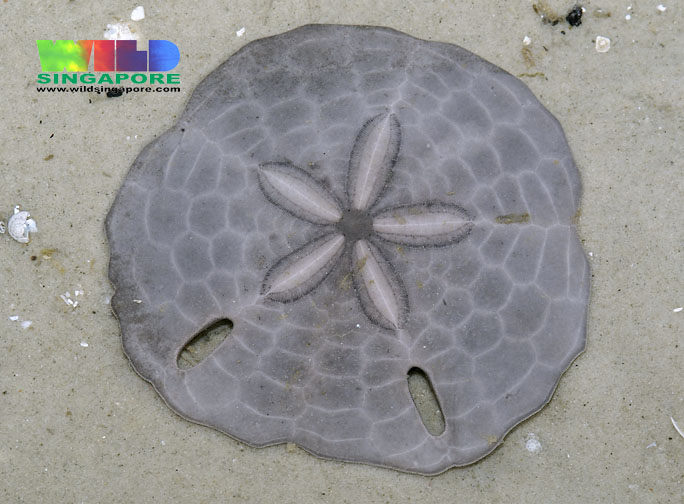
Sculpsitechinus tenuissimus